# توماس لورنس جونز
توماس لورنس جونز (بالإنجليزية: Thomas Laurens Jones)‏ هو محامي وسياسي أمريكي، ولد في 22 يناير 1819 في الولايات المتحدة، وتوفي في 20 يونيو 1887 في نيوبورت في الولايات المتحدة. حزبياً، نشط في الحزب الديمقراطي. وقد انتخب عضو مجلس النواب الأمريكي.